# Anton Huiskes
Antonius Albertus Jozef „Anton“ Huiskes (* 5. März 1928 in Wierden; † 9. November 2008 in Coux-et-Bigaroque) war ein niederländischer Eisschnellläufer.

## Werdegang
Huiskes startete international erstmals in der Saison 1947/48. Dabei belegte er bei den Olympischen Winterspielen 1948 in St. Moritz den 27. Platz über 500 m, den 24. Rang über 1500 m, den 14. Platz über 10.000 m und den 12. Platz über 5000 m. Im folgenden Jahr wurde er bei der Mehrkampf-Weltmeisterschaft 1949 in Oslo und bei der Mehrkampfeuropameisterschaft 1949 in Davos jeweils Zwölfter im Großen Vierkampf. Bei der Mehrkampf-Mehrkampfeuropameisterschaft 1950 in Helsinki errang er den achten Platz im Großen Vierkampf. Nach Platz acht im Großen Vierkampf bei der Mehrkampf-Mehrkampfeuropameisterschaft 1952 in Östersund in der Saison 1951/52, lief er bei den Olympischen Winterspielen 1952 in Oslo auf den fünften Platz über 10.000 m sowie auf den vierten Rang über 5000 m und bei der Mehrkampf-Weltmeisterschaft 1952 in Hamar auf den siebten Platz im Großen Vierkampf. In der Saison 1952/53 wurde er bei der Mehrkampf-Mehrkampfeuropameisterschaft 1953 in Hamar Fünfter und bei der Mehrkampf-Weltmeisterschaft 1953 in Helsinki Sechster im Großen Vierkampf. Zudem lief er im Januar 1953 in Davos mit einer Zeit von 4:40,2 Minuten über 3000 m einen neuen Weltrekord, welchen er bis zum Januar 1963 hielt. Bei der Mehrkampf-Mehrkampfeuropameisterschaft 1954 in Davos belegte er den 19. Platz im Großen Vierkampf. Nach seiner Karriere war er als Trainer für den niederländischen Eislaufverband und später für den schwedischen Eislaufverband tätig.

## Erfolge

### Olympische Spiele
- 1948 St. Moritz: 12. Platz 5000 m, 14. Platz 10.000 m, 24. Platz 1500 m, 27. Platz 500 m
- 1952 Oslo: 4. Platz 5000 m, 5. Platz 10.000 m

### Mehrkampf-Weltmeisterschaften
- 1949 Oslo: 12. Platz Großer Vierkampf
- 1952 Hamar: 7. Platz Großer Vierkampf
- 1953 Helsinki: 6. Platz Großer Vierkampf

### Mehrkampf-Europameisterschaften
- 1949 Davos: 12. Platz Großer Vierkampf
- 1950 Helsinki: 8. Platz Großer Vierkampf
- 1952 Östersund: 12. Platz Großer Vierkampf
- 1953 Hamar: 5. Platz Kleiner Vierkampf
- 1954 Davos: 19. Platz Großer Vierkampf

## Persönliche Bestleistungen
| Disziplin | Zeit        | Datum            | Ort   |
| --------- | ----------- | ---------------- | ----- |
| 500 m     | 44,7 s      | 24. Januar 1953  | Davos |
| 1000 m    | 1:33,9 min  | 2. Februar 1954  | Davos |
| 1500 m    | 2:18,1 min  | 4. Februar 1954  | Davos |
| 3000 m    | 4:40,2 min  | 24. Januar 1953  | Davos |
| 5000 m    | 8:11,0 min  | 24. Januar 1953  | Davos |
| 10.000 m  | 17:18,9 min | 10. Februar 1952 | Hamar |